# Nyctemera albipuncta
Nyctemera albipuncta là một loài bướm đêm thuộc phân họ Arctiinae, họ Erebidae.